# Il pianista muto
Il pianista muto è un romanzo fantastico della scrittrice Paola Capriolo, pubblicato nel 2009.
Nell'anno della pubblicazione il romanzo è giunto secondo al Premio letterario nazionale per la donna scrittrice ed è entrato nella finale del Premio Stresa.

## Trama
Nadine è una giovane infermiera di colore, da poco assunta in una clinica per malattie mentali sita nei pressi del mare. Un giorno, scendendo alla spiaggia, trova un uomo a faccia in giù sulla sabbia e, credendolo morto, corre a chiamare soccorso. L'intervento dei sanitari è immediato e ben presto il naufrago viene alloggiato nella clinica. È un ragazzo di circa vent'anni, non parla e veste un logoro frac. Il primario ritiene che il ragazzo sia in preda a un comprensibile choc, ma, quando tenta di fargli scrivere qualcosa, lo vede disegnare un pianoforte. Nell'istituto c'è uno Steinway, vecchio ma ben tenuto: portato nel giardino d'inverno dove c'è lo strumento, il ragazzo comincia a suonare.
La prima esibizione rivela la maestria del "pianista muto" che eseegue a memoria brani dei massimi compositori. In seguito egli suona ogni sera, al crepuscolo, per pochi ascoltatori: Nadine, il direttore, alcuni pazienti tra i quali Rosenthal, un anziano scampato ai lager nazisti. È proprio lui che ogni sera ragguaglia il direttore sui titoli dei brani, sempre diversi. Rosenthal racconta una storia risalente alla sua prigionia: un giovane di nome Isaac, simile al pianista muto, una sera fu invitato a suonare per i tedeschi del campo. Essi applaudirono a lungo le sue performances, ma alla fine lui attaccò l'ultimo lied del Winterreise di Schubert. Il brano raggelò tanto i tedeschi quanto i detenuti e il giorno dopo un vicino di Rosenthal morì sotto i suoi occhi, mentre nessuno vide più Isaac, chiamato da Rosenthal "figlio della Promessa", secondo il significato del suo nome.
A poco a poco, la vicenda del pianista muto approda ai giornali: si cerca di scoprire la sua identità. Arrivano moltissime lettere e doni; alcune persone dichiarano di averlo incontrato e forniscono il resoconto delle loro esperienze, a Parigi, Vienna e altrove, ma non conoscono il nome del prodigioso musicista. Intanto il ragazzo ha stabilito una sorta di rapporto con Rosenthal perché, per cominciare a suonare, aspetta che il vecchio signore sia presente. Eppure i due non si sono mai nemmeno sfiorati e sembra siano uniti da una sorta di istinto. Dal canto suo Nadine, addetta a seguire il pianista, sviluppa un antagonismo verso la musica da lui suonata: le sembra che le note siano emanate a beneficio di pazienti e medici, ma lui rimane uno sconosciuto. Cedendo a un moto istintivo, la ragazza conduce una sera il suo paziente al Leone Rosso, locale del villaggio, per appagare la curiosità degli avventori e ottiene solo di spaventarlo. Mentre lei è ai servizi, lui si dilegua nella notte.
La scappata notturna costa a Nadine il posto e le è consentito di rimanere fino al termine dell'anno. Si avvicina il Natale e proprio allora Rosenthal decide di togliersi la vita: a causa di un aggravamento, il direttore gli aveva vietato di ascoltare i concerti quotidiani. Il ragazzo, accortosi dell'assenza di Rosenthal, si limitava a brani elegiaci, però, quando viene scoperta la morte di Rosenthal e nonostante le mille precauzioni, è l'unico paziente a giungere sulla soglia della stanza. Ancora una volta suonerà senza Rosenthal ad ascoltarlo e si produrrà in un solo brano: il finale del Winterreise. Poi, chiuso il coperchio del pianoforte, ognuno comprende che è finita. Come era arrivato, il ragazzo, che Rosenthal associava al "Figlio della Promessa", sparisce senza lasciare traccia.

## Edizioni
- Paola Capriolo, Il pianista muto, Milano, Bompiani, 2009,  pp. 222, ISBN 978-88-452-6210-4.
- (DE) Paola Capriolo, <<Der>> stumme Pianist Roman, traduzione di Michael von Killisch-Horn, München, Bertelsmann, 2011,  p. 226, ISBN 3570580164.